# Iquitos
Iquitos er en by i den nordøstlige del af Peru og hovedstad i regionen Loreto. Byen har et indbyggertal (pr. 2005) på cirka 396.000 og ligger midt i Perus regnskov. Iquitos er på grund af sin afsides beliggenhed isoleret fra resten af landet og er verdens største by, der ikke kan nås via vej. Man kan kun nå byen ad flodvejen eller fra luften.
3°45′S 73°15′V / 3.750°S 73.250°V
- Wikimedia Commons har flere filer relateret til Iquitos